# فاطمة خاتون السلجوقية
فاطمة خاتون (بالفارسية: فاطمه خاتون) كانت أميرة سلجوقيَّة تُركيَّة، ابنة السلطان محمد بن ملكشاه، أخت السلطان غياث الدين مسعود والزوجة الرئيسية للخليفة العباسي المقتفي لأمر الله.

## سيرة شخصية
والدة فاطمة هي نستاندار جهان خاتون، وهي أيضًا والدة السلطان غياث الدين مسعود، وبعد وفاة محمد تزوجها منجوبارس والي العراق.
تزوجت فاطمة من الخليفة المقتفي عام 1137 أثبت هذا الزواج أهميته السياسية بالنسبة للخليفة لأنه يمنحه المزيد من السلطة على الأراضي السلجوقية. حيث أن الخليفة الحاكم كان أيضاً مرتبطاً بالسلطان السلجوقي الحاكم من خلال الزواج.
المقتفي هو الخليفة الأخير بعد القائم بأمر الله، ممن تزوج من بنات السلطان السلجوقي غياث الدين مسعود، وقد تأخر يوم الزفاف لمدة خمس سنوات بسبب صغر سنها. إلا أن الزواج لم يتم الدخول به أبدًا بسبب وفاة شقيقها مسعود.
زوجها المقتفي قدم ابنته الأخرى للزواج من محمد الثاني بن محمود.
وكانت فاطمة آخر أميرة سلجوقيَّة تزوجت من خليفة عباسي، على الرغم أن إحدى أميرات السلاجقة الرومي تزوجت من الخليفة الناصر لدين الله، ولم يكن الأمر ذا صلة بالشراكة العباسية السلجوقية التي عمرها قرن من الزمان. توفيت فاطمة في سبتمبر 1147.